# Houdetot
Houdetot är en kommun i departementet Seine-Maritime i regionen Normandie i norra Frankrike. Kommunen ligger i kantonen Fontaine-le-Dun som tillhör arrondissementet Dieppe. År 2022 hade Houdetot 194 invånare.

## Befolkningsutveckling
Antalet invånare i kommunen Houdetot
| Referens: INSEE |